# Обрнути говор
Обрнути говор је хипотеза предложена од стране Дејвида Оутса.
Оутс тврди да сваки пут када људска бића говоре, смишљају две реченице сродног значења, од којих само једну можемо чути, док је друга изговорена уназад и укључена у ону изговорену нормално.
Ово у суштини значи да уколико се говор особе сними и пусти уназад, слушалац може чути њене подсвесне мисли. Најпознатији пример који наводно доказује ово, је чувени говор Нила Армстронга, изговорен приликом спуштања на Месец, у коме чувено {Small step for man} (Мали корак за човека) постаје {Man will spacewalk }, (буквално „Човек ће свемироходати"). Поборници теорије обрнутог говора тврде да дати пример одражава Армстронгово мишљење у том тренутку, да ће људска врста ходати по другим световима.
Извесне конзервативне групе из САД тврде да се обрнути говор користи у хеви метал музици за скривање порука које позивају на асоцијално понашање, па чак и порука са нео-сатанистичким значењем.
Још једна популарна хипотеза, предложена од стране Оутса, је да деца која још увек не знају да говоре, заправо изговарају своје мисли уназад, те ако би оно што деца изговарају било снимљено и пуштено уназад, могли бисмо разумети значење дечјег мумлања.
Међутим, по многима обрнути говор није ништа више до маштовитог давања смисла неразговетним гласовима, и да нам се чини да поруке чујемо због тога што нам је речено шта да очекујемо да чујемо.